# Modelo social de la discapacidad
El modelo social en el ámbito de la discapacidad propone que las barreras, actitudes negativas y la exclusión por parte de la sociedad (voluntaria o involuntariamente), son los factores últimos que definen quien tiene una discapacidad y quien no en cada sociedad concreta.
Reconoce que mientras algunas personas tienen variaciones físicas, sensoriales, intelectuales o psicológicas que pueden causar limitaciones funcionales, éstas no deben llevar a la discapacidad, a menos que la sociedad no tenga en cuenta las diferencias individuales.
Para los nuevos modelos, es la sociedad la que oprime y discapacita, es el Estado, la escuela, la arquitectura, el diseño urbano, el taller, el capitalismo, los que crean, generan, intensifican la discapacidad. Se intenta salir de la mirada medicalizada de la enfermedad y plantear que el sujeto es un ser en contexto, atravesado por factores económicos, políticos, sociales y culturales, es decir un sujeto integral, no un hecho bruto de la biología. Se entiende a la discapacidad desde una mirada descentralizada del sujeto. La mirada pasa a estar en los contextos, más que en el individuo.
El modelo no niega que existan diferencias individuales que provocan limitaciones, pero ellas no son las causas de la exclusión de los individuos.
Los orígenes de esta idea datan de la década de 1960 y el movimiento por los derechos de las personas con discapacidad, aunque el término concreto aparece en Reino Unido en los años 1980.

## Uso y componentes
Un aspecto fundamental del modelo social es de la igualdad. La igualdad de derechos y la posibilidad de tomar decisiones emponderiza a las personas y les da la oportunidad de una vida más intensa. Una expresión relacionada con este tema y utilizada en las campañas pro-derechos es Nada sobre nosotros sin nosotros. Sería relevante destacar la diferencia en las acepciones discapacidad e invalidez en el tratamiento de que la causa de la diferencia recaiga en la persona o en su entorno.
El modelo social de la discapacidad suele focalizar en los cambios que la sociedad debe hacer en términos de:
- Actitudes, por ejemplo, una actitud más positiva hacia ciertos tratamientos mentales y comportamientos, así como no infravalorar la calidad de vida potencial de aquellas personas con discapacidad.
- Apoyo social, por ejemplo, ayudando a superar las barreras descritas, recursos, ayudas o discriminación positiva para superarlas.
- Información, por ejemplo, utilizando determinados formatos (Braille), niveles (simplicidad del idioma) o cobertura.
- Estructuras físicas, como accesos en rampa y elevadores.

El modelo social de discapacidad implica que los intentos de cambiar o "curar" a las personas afectadas, sobre todo cuando es en contra de sus deseos, puede ser discriminatoria y prejuiciosa. A menudo se sostiene que esta actitud, a menudo vista como resultante     de un modelo médico y un sistema de valores subjetivos, puede dañar la autoestima y la inclusión social de aquellos sometidos constantemente a la misma (por ejemplo, que les digan que no son tan buenos o valiosos).
Algunas comunidades se han resistido activamente a algunos tratamientos, algunos ejemplos son los familiares de personas sordas contra los implantes cocleares para niños/as sordos/as, valorando la lengua de signos incluso si no la saben utilizar; familiares de personas diagnosticadas con espectro autista argumentan contra los esfuerzos de cambiar para ser más parecidos a los demás niños/as. Este argumento va a favor de la aceptación de la neurodiversidad y la acomodación a diferentes necesidades y objetivos, personas diagnosticadas con desórdenes mentales argumentan ser diferentes y no tener una discapacidad psicosocial causada por discriminación o exclusión de la sociedad.

## Mirada interdisciplinaria
El abordaje interdisciplinar en el ámbito académico y profesional se impulsó a partir de este nuevo enfoque como una alternativa a perspectivas epistemológicas reduccionistas y unicausales, tendiente a la superación de las barreras disciplinares. Se empezó a tener en cuenta una perspectiva que atraviese las distintas disciplinas como el derecho, la arquitectura, la psicología, la terapia ocupacional, la fonoaudiología, la psicopedagogia, la didáctica, etc. Todas estas disciplinas comienzan a cobrar relevancia y a tener en cuenta estas nuevas epistemologías de la emancipación. La arquitectura por ejemplo será fundamental para la creación de rampas para el acceso en silla de ruedas, el derecho como práctica rectora de estos modelos y la escuela como espacio para alojar las diferencias, hacerlas hablar, no callarlas ni silenciarlas en pos de una normalidad ideal.

## Usos del lenguaje
La Convención Internacional por los Derechos de las Personas con Discapacidad de Naciones Unidas (ONU) dispuso que el término adecuado para referirse a este grupo de la población sea Personas con Discapacidad (PCD). Por tanto, su utilización se considera el único correcto a nivel mundial. Esto es así ya que la discapacidad no es un atributo del ser persona. La discapacidad ya no se define sólo como una cuestión de salud o de rehabilitación, sino de Derechos Humanos. Esta es la razón por la que hoy en día a la persona con discapacidad ya no se la refiere como "discapacitada" o "minusválida". Estos término sugieren que la discapacidad es parte de su definición como ser humano. Por ejemplo Minusválido esta palabra proviene del latín “minus” = menor y valía = valor, y desde la Convención se sostiene y defiende que todas las personas tienen el mismo valor en tanto sean seres humanos.